# Schilf-Glasflügelzikade
Die Schilf-Glasflügelzikade (Pentastiridius leporinus) ist eine polyphage Zikadenart aus der Familie der Glasflügelzikaden (Cixiidae). Als Überträger verschiedener Pflanzenkrankheiten kann sie große Ernteschäden verursachen.

## Beschreibung, Lebenszyklus und Ernährung
Die ausgewachsenen Schilf-Glasflügelzikaden sind etwa 5 bis 9 Millimeter lang, wobei die Männchen etwas kleiner sind als die Weibchen. Der Kopf und das Mesonotum sind dunkelbraun bis schwarz und können einen weißlichen, wachsartigen Überzug aufweisen. Die Vorderflügel sind transparent mit einer leicht bräunlichen Färbung. Die Adern der hinteren Teile der Flügel und das Pterostigma sind dunkel gefärbt. Die beiden letzten Tarsenglieder der Hinterbeine besitzen 12 Dornen. Der Aedeagus einer männlichen Schilf-Glasflügelzikade ist im Endteil fast rechtwinklig gebogen, wodurch sie sich von den verwandten Glasflügelzikaden unterscheidet, die im Endteil eine rundliche Biegung haben.
Die ausgewachsene Schilf-Glasflügelzikade fliegt von Mai/Juni bis August/September. Sie ernährt sich vom Pflanzensaft ihrer Wirtspflanzen, im Falle der Zuckerrübe sticht sie dazu in das Phloem der Blattstiele, um den Pflanzensaft abzusaugen. Das Weibchen legt seine Eier im Boden neben der Zuckerrübe ab. Eine Eiablage umfasst 40 bis 50 Eier und das Weibchen kann bis zu acht Ablagen pro Jahr produzieren, wobei es etwa bei der Hälfte der Weibchen zu mehr als zwei Eiablagen kommt. Die Nymphen schlüpfen ab August und verbleiben bis zum Frühjahr im Boden. Während dieser Zeit häuten sie sich viermal und wandern langsam zur Oberfläche, aus der sie dann als Adulte (erwachsen) im Frühjahr austreten. Die Nymphen ernähren sich ebenfalls von Pflanzensaft, den sie von im Boden vorhandenen Knollen und Wurzeln entnehmen.
Vor ihrer Anpassung an Ackerflächen lebte die Schilf-Glasflügelzikade meist in Schilfgebieten und ernährte sich von den dortigen Pflanzen. Dort ist ihr Vorkommen in Deutschland eher selten, weshalb sie dort seit 2016 in der Roten Liste bedrohter Arten geführt wird (Stand 2025). Seitdem nutzt sie auf Ackerflächen vor allem Zuckerrüben und Kartoffeln als Wirtspflanzen, inzwischen hat sie sich jedoch auch weitere Nutzpflanzen erschlossen, darunter diverse Wurzelgemüse sowie Rhabarber und Spargel.

## Verbreitung
Ursprünglich vor allem im Mittelmeerraum beheimatet, verbreitete sich die Schilf-Glasflügelzikade begünstigt durch die globale menschengemachte Erderwärmung seit den 1990er Jahren auf Agrarflächen in Mitteleuropa; die ersten mit ihr verbundenen Ernteschäden in Form von SBR (stark verringerter Zuckergehalt) bei Zuckerrüben wurden 1991 in den französischen Regionen Burgund und Franche-Comté beobachtet. In Deutschland wurde SBR zuerst 2009 im Landkreis Heilbronn nachgewiesen und in der Schweiz 2017. Seit 2018 kam es zu epidemischen Ausbreitungen in den deutschen Bundesländern Hessen, Rheinland-Pfalz und Baden-Württemberg sowie auch im gemeinsamen Grenzgebiet von Sachsen, Sachsen-Anhalt und Brandenburg.

## Vektor für Pflanzenkrankheiten
Die Schilf-Glasflügelzikade kann bei ihrer Nahrungsaufnahme die Bakterien Candidatus Phytoplasma solani (PHYPSO) und Candidatus Arsenophonus phytopathogenicus  (ARSEPH) übertragen. Diese können bei verschiedenen Gemüsesorten zu großen Ernteschäden führen, bei Zuckerrüben lösen sie SBR (stark verringerter Zuckergehalt) aus.
Die Schilf-Glasflügelzikade lebt mit den von ihr übertragenen Bakterien vermutlich in einer Art symbiotischen Beziehung, da die von den Bakterien in den Pflanzen ausgelösten physiologischen Veränderungen sich positiv auf die Ernährung der Schilf-Glasflügelzikade auswirken.